# 會議記錄
會議紀錄或議事錄是舉辦會議或聆讯時由專人撰寫的书面记录，以供日後參考。會議紀錄的內容通常為会议召開時的過程、討論的事項、與會者的提問、答覆、發言、與會者名字以及會議做出的決定。会议记录中提炼出的概况和主要议定事项的文件，可称为会议纪要。
1. ↑  . 立法院. 2013-07-23  [2025-01-09]. （原始内容存档于2022-07-03） （中文（臺灣））.